# سعید عابدینی
سعید عابدینی کشیش اونجلیکال مسیحی ایرانی‌آمریکایی است که دو سال در ایران به اتهام فعالیت‌های تبلیغی مذهبی زندانی بود. وی در ایران و از تابستان سال ۲۰۱۲ بازداشت و به زندان اوین منتقل شد. در ۲۷ ژانویه ۲۰۱۳ بنابه گزارش‌ها به اعدام و پس از تخفیف مجازات به هشت سال زندان محکوم، اما دو سال بعد از زندان آزاد شد. اتهام وی تضعیف امنیت ملی از طریق فعالیت تبلیغ مسیحیت از ابتدای سال ۲۰۰۰ عنوان شده‌بود.در شرع تبلیغ دیگر ادیان بغیر از اسلام جرم محسوب می‌گردد و هرچند در قانون ایران جرمی به عنوان ارتداد و تغییر دین از اسلام وجود ندارد، قاضی می‌تواند بنابر اصل ۱۶۷ قانون اساسی ایران، در مورد ابهام‌دار به فقه رجوع کند.

## پس‌زمینه
عابدینی در سال ۲۰۰۰ از اسلام به مسیحیت گروید و این درحالیست که مسیحیت طبق قانون اساسی ایران جزو اقلیت‌ها محسوب می‌گردد. نوکیشانی که از اسلام به مسیحیت گرویده باشند بنابر شرع و گاه قانون ایران مجرم هستند. به ویژه، هنگامی‌که عبادت‌هایشان را همراه دیگر مسیحیان و نوکیشان، در کلیسای خانگی، که در ایران غیرقانونی محسوب می‌شود انجام دهند.
در سال ۲۰۰۲، عابدینی با همسرش نغمه که یک شهروند آمریکایی است، آشنا شده و سپس ازدواج کرد. در اوایل ۲۰۰۰، زمانی‌که جنبش کلیساهای خانگی هنوز در جمهوری اسلامی ایران از سوی دولت تحمل می‌شد، خانواده عابدینی در جنبش کلیسای خانگی سرشناس شدند.
در طی این مدت، خانواده عابدینی با ایجاد حدود یکصد کلیسای خانگی در ۳۰ شهرستان چیزی بیش از ۲۰۰۰ نومسیحی به عضویت کلیساهای خانگی درآمدند.
با انتخاب محمود احمدی‌نژاد در سال ۲۰۰۵، بخاطر آغاز سرکوب جنبش کلیسای خانگی توسط مقامات دولتی ایران، خانواده عابدینی به ایالات متحده آمریکا رفت.
نخستین بازگشت عابدینی به ایران در سال ۲۰۰۹ و برای دیدار خانواده خود بود ولی مقامات حکومتی او را بازداشت کردند. به گفته خانواده عابدینی، در دوران بازجویی او بخاطر ارتداد، به اعدام تهدید شد ولی در نهایت و پس از امضای تعهد در توقف همه فعالیت‌های کلیسای خانگی در ایران، آزاد شد.
در سال ۲۰۰۸ به سعید عابدینی با یک دستور وزارتی ایالات متحده شهروندی آمریکا اعطا شد، و بدین‌ترتیب دارای شهروندی دوگانه ایرانی آمریکایی گردید.وی در چند سال گذشته با خانواده‌اش در آیداهو، جایی که همسر او بزرگ شده‌بود زندگی کرد.

## دستگیری آخر
در ژوئیه ۲۰۱۲، عابدینی نهمین سفر خود به ایران را که به‌گفتهٔ وی، برای دیدار خانواده، کار و نیز ساخت یک یتیم‌خانه در شهرستان رشت انجام داد اما بمحض ورود به کشور، سپاه پاسداران انقلاب اسلامی گذرنامه او را مصادره کرده و تحت بازداشت خانگی قرار داد. پس‌از مدتی به زندان اوین منتقل شد.
در میانه ژانویه سال ۲۰۱۳، گزارش شد که عابدینی در دادگاه ممکن است با مجازات مرگ روبرو شودو در دادگاهی غیر علنی، اتهام او به خطر انداختن امنیت ملی تفهیم شد. حامیان او ولی ادعا کردند که دستگیری او به دلیل تغییر دین و تلاش برای گسترش مسیحیت در ایران بوده‌است.در ۲۱ ژانویه سال ۲۰۱۳، رسانه‌های دولتی ایران گزارش دادند که عابدینی می‌تواند پس از سپردن وثیقه یک صد و شانزده‌ هزار دلاری آزاد شود ولی همسر او، با این حال، اعلام کرد «حکومت به هیچ وجه قصد از آزادی او را و اعلام این خبر است یک بازی برای خاموش کردن گزارش‌های رسانه‌های بین‌المللی است.»
در پایان و در ۲۷ ژانویه ۲۰۱۳، قاضی پیر عباسی، سعید عابدینی را به هشت سال زندان محکوم کرد. به گفته فاکس نیوز، قاضی پیرعباسی عنوان داشته «عابدینی با ایجاد یک شبکه کلیساهای خانگی مسیحی و غیره اقدام به تحریک جوانان ایران و دوری آن‌ها از اسلام قصد تضعیف نظام را دارد.»

## آزادی
در ۲۶ دی ۱۳۹۴ و همزمان با حضور وزرای خارجه ایران و آمریکا در وین به منظور قرائت بیانیهٔ اجرایی شدن برجام، دادستان عمومی و انقلاب تهران اعلام کرد که در راستای مصوبات شورای عالی امنیت ملی ایران و مصالح کلی نظام، چهار زندانی ایرانی دو تابعیتی ظرف روز جاری (شنبه) در چارچوب مبادله زندانیان آزاد شدند. در همین حال، برخی منابع خبری از جمله خبرگزاری فارس وابسته به سپاه پاسداران گزارش دادند که جیسون رضائیان، خبرنگار واشینگتن پست و سعید عابدینی در میان آزاد شدگان هستند.

## پس از آزادی
خبرگزاری رویترز، پس از آزادی سعید عابدینی اعلام کرد که سعید عابدینی پس از آزاد شدن از زندان در ایران، به دیدار خانواده و فرزندش خواهد رفت. به گفته رویترز، همسر عابدینی در پیامی به طرفداران همسرش اعلام نموده بود که سعید از اعتیاد به پورنوگرافی و سوءرفتار رنج می‌برده‌است و از نظر جسمی مورد بدرفتاری همسرش قرار می‌گرفته. عابدینی هنگام ورود به آمریکا در اشویل، کارولینای شمالی مورد استقبال والدین و خواهرش قرار گرفت، ولی همسر و فرزندانش که در آیداهو اقامت دارند برای دیدار با او به این اقامتگاه کشیش فرنکلین گراهام سفر نکردند. خانم نغمه عابدینی همسر او به رویترز اعلام نمود که این دو برای بهبود روابط زناشویی خود تلاش خواهند کرد. نغمه عابدینی تقاضای طلاق و حفظ فرزندانش در آیداهو را تسلیم دادگاه کرد.در سال ۲۰۰۷، عابدینی به حبس تعلیقی سه‌ماهه به جرم خشونت خانگی محکوم شد.قاضی دادگاه در آیداهو حکم ۹۰ روز حبس ایشان را تعلیق نمود، اما حکم داد که باید یک سال تحت نظر باشد.رابرت پیتنجر، نماینده جمهوری‌خواه کارولینای شمالی طی بیانیه‌ای [گناه] عابدینی را با داوود مقایسه نمود و ادعا نمود که در حال متقاعد نمودن نغمه برای تجدیدنظر می‌باشد.خود عابدینی در بیانیه‌ای در در این مورد صادر کرد اینطور نوشت که 
"دو هفته قبل از زندانی ایرانی آزاد شدم که مرا سه و نیم حبس کرده بود و گناه من چه بود؟ مسیحی بودن … از نوامبر گذشته، نغمه شروع به نگاشتن مطالبی در مورد زناشویی ما در صفحه فیسبوک خود نمود و حمایت از من را متوقف نمود. مطالب او سوالهایی را در مورد من و پیوند زناشویی ما ایجاد نمود که بعنوان زندانی در ایران نمی‌توانستم پاسخ آنها را بدهم. در دو هفته‌ای که وارد آمریکا شدم تصمیم گرفتم که پاسخی ندهم چونکه از نظر من این مطالب شخصی هستند … وقتی که به آیداهو بازگشتم متوجه شدم که نغمه شکایتی علیه من تنظیم نموده که برای اطمینان از ماندن فرزندانمان در ایالت است. البته من قصدی برای منتقل کردن فرزندانمان نداشتم … قسمت اعظم آنچه که نغمه نگاشته‌است صحت ندارد و باور دارم که ما باید مشکلات خود را در خلوت حل کنیم و نه در رسانه‌های جمعی. خدایی که در حال حاضر مشغول خدمت به او هستم، همان خدایی است که در بدترین و خشن‌ترین زندانهای عالم هنگام بازجویی و شکنجه می‌پرستیدم و آن خداوند می‌تواند ازدواجی را که تحت فشار باورنکردنی ای تاب آورده‌است را به جای اول بازگرداند."